# John Chichester (Offizier)

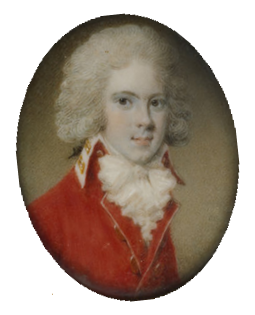
John Chichester. Miniatur von Philip Jean, um 1790

John Palmer Chichester (* 1769; † November 1823) war ein britischer Offizier und Großgrundbesitzer. Er ließ in Arlington zweimal ein neues Herrenhaus errichten.

## Herkunft
John Chichester entstammte einer katholischen Linie der Familie Chichester, einer Familie der Gentry aus dem nördlichen Devon. Er war der älteste Sohn von John Chichester (1707–1783) und von dessen zweiten Frau Mary McDonald (1738–1815). Er erhielt seinen Zweitnamen Palmer in Erinnerung an seine Großmutter Catherine Palmer, die bei ihrer Heirat umfangreichen Grundbesitz in Wales mit in die Familie gebracht hatte. Die Familie Chichester besaß damit zwar ausgedehnte Ländereien in Devon und in Wales, doch als Recusants, als Katholiken, die die Church of England ablehnten, waren die Mitglieder der Familie von öffentlichen Ämtern ausgeschlossen.

## Konvertierung zum Anglikanismus
Durch seine Ehen mit Töchtern von anderen, einflussreichen Landadligen verbesserte Chichester seine soziale Stellung. Den entscheidenden Schritt zum weiteren sozialen Aufstieg seiner Familie machte er 1793, als er wegen seiner zweiten Ehe zum Anglikanismus konvertierte. Dies machte er trotz des Widerstands seiner Mutter und anderer Verwandter, dazu entließ er den katholischen Geistlichen, den seine Familie bislang in Arlington beschäftigt hatte. 1810 wurde er Oberst der Milizeinheit Royal Cardigan Rifle Corps, weshalb er auch Colonel Chichester genannt wurde.

## Neubau von Arlington
1790 beauftragte Chichester den Architekten John Meadows, anstelle des alten, aus der Tudorzeit stammenden Herrenhauses in Arlington ein neues Herrenhaus im georgianischen Stil zu bauen. Meadows starb jedoch bereits 1791, worauf Chichester selbst die Bauleitung übernahm und das Herrenhaus errichten ließ. Dazu ließ er um das Haus einen englischen Landschaftsgarten anlegen, weshalb er auch einige seiner Pächter vertreiben musste und ihre Häuser abreißen ließ. Doch bereits nach weniger als dreißig Jahren zeigten sich an dem neuen Herrenhaus deutliche Baumängel. Daraufhin ließ Chichester in der Nähe des Herrenhauses von dem Architekten Thomas Lee ein neues, diesmal klassizistisches Herrenhaus errichten und das baufällige Herrenhaus abreißen. Er starb jedoch kurz vor der Fertigstellung seines neuen Herrenhauses.

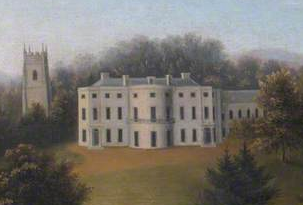
Das neue, nach 1790 errichtete und um 1820 wieder abgerissene Herrenhaus von Arlington. Gemälde von Maria Pixell von 1797

## Ehen und Nachkommen
1790 heiratete Chichester Mary Anne Cary, eine Tochter von George Cary von Torre Abbey. Sie starb am 31. Oktober 1791 nach der Geburt einer Tochter. Am 3. Juli 1793 heiratete er seine zweite Frau Agnes Hamilton († 1814), die älteste Tochter von James Hamilton und dessen Frau Margaret Bruce aus Bangour. Seine Frau war eine Nichte des berühmten Entdeckers James Bruce. Einige Jahre nach ihrem Tod heiratete er 1822 in dritter Ehe Sophia Catherine Ford († 1847), eine Tochter von Sir Francis Ford, 1. Baronet aus Embar Court in Surrey. Aus seinen ersten beiden Ehen hatte er vier Söhne und mindestens zwei Töchter, darunter:
- Sir John Palmer Bruce Chichester, 1. Baronet (1794–1851)
- George Chichester (1797–1876)
- Robert Bruce Chichester
- James Hamilton John Chichester (1796–um 1860)[4]

Die dritte Ehe mit der wesentlich jüngeren Sophia Ford blieb kinderlos. Sein Erbe wurde sein ältester Sohn John.